# Боас, Джордж
Джордж Боас (англ. George Boas; 28 августа 1891[…], Провиденс — 17 марта 1980, Таусон, Мэриленд) — американский философ и историк идей. Доктор философии, эмерит-профессор Университета Джонса Хопкинса. Член Американского философского общества, Американской академии искусств и наук (1957) и Королевской академии Бельгии. Поддерживал продвижение современного искусства.

## Биография и творчество
Родился пятым из семерых детей Германа Боаса и Сары Эйзенберг (Боас). Учился в Классической средней школе, где набирает силу его ранний интерес к греческому и латыни. Затем изучал искусство в Школе дизайна Род-Айленда у Генри Ханта Кларка; после чего перевелся изучать английский язык в Университет Брауна, где получил степени бакалавра B.A. и магистра M.A. — обе в 1913 году. Учился у Джосайи Ройса и получил вторую степень магистра M.A. в Гарвардском университете в 1915 году. Проведя год в Колумбийском университете, начал преподавать юридическую логику и получит докторскую степень по философии в Калифорнийском университете в Беркли с диссертацией «Анализ некоторых теорий истины». Во время Первой мировой войны добровольцем пошел в армию США, служил во Франции, получил звание лейтенанта. После демобилизации вернулся в Калифорнийский университет в Беркли. В 1921 историк Артур Онкен Лавджой пригласил его стать историком философии в Университете Джонса Хопкинса. В том же году Дж. Боас женился на скульпторе Simone Brangier Boas. В 1923 вместе с упомянутым Лавджоем стал соучредителем Клуба истории идей. В 1930 перевел книгу Клемансо о Моне. В 1938 отредактировал книгу эссе о Курбе. С вступлением США во Вторую мировую войну поступил на военную службу и будет отправлен в Англию и Брюссель. Состоял старшим военно-морским офицером в Верховном штабе союзников Эйзенхауэра. После капитуляции Германии получил назначение в Бельгию. С 1957 эмерит-профессор. Являлся президентом Американского общества эстетики. В 1957 читал Carus Lectures, что является высшей честью от Американской философской ассоциации. Получил почетные степени Университета Джонса Хопкинса, Института искусств Мэриленда, Университетов Нью-Мексико, Вашингтона и Ли и Вашингтонского колледжа. В браке у него появились две дочери.
Являлся редактором журнала Journal of the History of Ideas с 1945 и до конца своих дней. Написал двадцать четыре книги, включая «Пределы разума», «Примитивизм и родственные идеи в античности» (1935, совместно с А. О. Лавджоем), «Пытливый ум» (1959) и «История идей: введение» (1969) {Рец.}.